# 次仁措旦
次仁措旦（1982年6月—），西藏比如人，藏族，中国共产党党员。中华人民共和国政治人物、第十三届全国人民代表大会西藏地区代表。

## 生平
2018年2月24日，当选为第十三届全国人大代表。